# 罗兴武
罗兴武（1946年8月—），四川仪陇人，中华人民共和国政治人物、外交官。

## 生平
1969年，毕业于北京第二外国语学院阿拉伯语专业。1971年，进入中华人民共和国外交部工作，先后在驻伊拉克大使馆、驻苏丹大使馆、外交部西亚北非司、驻利比亚大使馆任职。1994年，任驻阿联酋大使馆参赞。1997年，任外交部教育培训办公室副主任。2000年4月，出任中华人民共和国驻利比亚大使。2003年10月，出任中华人民共和国驻约旦大使。2006年8月，自驻约旦大使离任。